# Here Are The Sonics
Here Are The Sonics (på konvolutets framsida skrivet !!!Here Are The Sonics!!!) är det amerikanska garagerock-bandet The Sonics första studioalbum, utgivet i mars 1965 på skivetiketten Etiquette. Albumet spelades in på Audio Recording i Seattle, Washington, USA.

## Låtlista
Sida A
| Nr | Titel                 | Längd |
| -- | --------------------- | ----- |
| 1. | The Witch             | 2:37  |
| 2. | Do You Love Me        | 2:16  |
| 3. | Roll over Beethoven   | 2:47  |
| 4. | Boss Hoss             | 2:22  |
| 5. | Dirty Robber          | 2:01  |
| 6. | Have Love Will Travel | 2:38  |

Sida B
| Nr | Titel                        | Längd |
| -- | ---------------------------- | ----- |
| 1. | Psycho                       | 2:14  |
| 2. | Money                        | 1:58  |
| 3. | Walkin' the Dog              | 2:40  |
| 4. | Night Time Is the Right Time | 2:57  |
| 5. | Strychnine                   | 2:13  |
| 6. | Good Golly Miss Molly        | 2:05  |